# 구교동
구교동(具敎東, 1972년 9월 3일~)은 대한민국의 펜싱 선수, 지도자로 주 종목은 에페이다. 1992년 하계 올림픽에 대한민국 국가대표로 참가했고 세계 선수권 대회에서 동메달 3개를 획득했다.

## 경력
1972년 경상남도 진주시에서 태어났다. 진주봉원중학교와 진주기계공업고등학교를 졸업한 후 한국체육대학교로 진학했다. 한국체대 재학 시절인 1991년에 처음으로 국가대표로 발탁되었다. 그 해 4월 독일 하이덴하임에서 열린 하이덴하이머 포칼 대회에 참가하면서 첫 국제 대회에 출전했다. 그는 이 대회 에페 개인전에서 144위를 기록했다.
1992년 7월 스페인 바르셀로나에서 열린 1992년 하계 올림픽에 참가했으며 단체전에 출전했다. 그는 스웨덴 대표팀과의 경기에서 예리 베리스트룀과 페테르 반키와 경기를 가졌으며 베리스트룀에게는 1-5, 반키에게는 3-5로 패했다.
1994년 7월 그리스 아테네에서 열린 1994년 세계 선수권 대회에 참가했으며 개인전에서 70위에 올랐다. 또한 단체전에서 이상기, 윤원진, 이상엽과 함께 한국 최초 펜싱 단체 에페 동메달을 획득하였다. 
2002년 포르투갈 리스본에서 열린 세계 선수권 대회에서 아시아 최초 남자 에페 개인전에서 동메달을 획득하였다.
은퇴 후에는 광주광역시서구청 펜싱팀 감독을 맡고 있으며 또한 대한민국 남자 에페 국가대표팀 감독을 맡고 있다.

## 수상

### 수훈
- 체육훈장 거상장(2006년 4월 26일)
- 체육훈장 기린장(1994년 4월 21일)